# Willie Jones (Politiker)

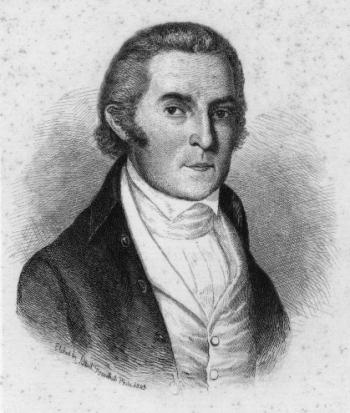
Willie Jones

Willie Jones (* 24. Dezember 1740 im Northampton County, Province of North Carolina; † 18. Juni 1801 in Raleigh, North Carolina) war ein US-amerikanischer Politiker. Im Jahr 1780 war er Delegierter für North Carolina im Kontinentalkongress.

## Werdegang
Willie Jones war der jüngere Bruder von Allen Jones (1739–1798), der ebenfalls North Carolina im Kontinentalkongress vertrat. Er studierte am Eton College in England und kehrte dann nach North Carolina zurück, wo er eine Plantage betrieb. In den 1770er Jahren schloss er sich der Revolutionsbewegung an. In den Jahren 1774 und 1776 war er Mitglied im Provincial Congress seiner Heimat. 1776 war er auch Mitglied und Präsident des dortigen Sicherheitsausschusses. In dieser Funktion hatte er ex officio auch für kurze Zeit den Posten des Gouverneurs inne, wobei er diesen Titel nicht trug.
Ebenfalls im Jahr 1776 gehörte Jones dem Verfassungskonvent von North Carolina an. Zwischen 1776 und 1778 saß er im Repräsentantenhaus von North Carolina; 1780 vertrat er seinen Staat im Kontinentalkongress. Im Jahr 1787 wurde er als Delegierter für die Philadelphia Convention benannt, wo die Verfassung der Vereinigten Staaten ausgearbeitet wurde. Jones lehnte diese Nominierung aber ab und nahm nicht am Verfassungskonvent teil. Ein Jahr später gehörte er der Versammlung an, die die inzwischen fertige US-Verfassung für North Carolina ratifizieren sollte. Im Gegensatz zu seinem Bruder Allen war er gegen die Annahme der neuen Verfassung, da ihm die dort verankerte Stellung der Bundesregierung als zu stark erschien. Sein Bruder dagegen befürwortete eine starke Bundesregierung. Es gelang Willie Jones, die Ratifizierung des Dokuments zu verzögern. Aber ein bald darauf neu einberufener Konvent stimmte der Verfassung gegen seinen Willen zu. Jones war auch an der Suche nach einem Standort und der Planung der neuen Staatshauptstadt Raleigh beteiligt. Außerdem war er Kurator der University of North Carolina. Er starb am 18. Juni 1801 in Raleigh.
Nach ihm ist Jones County in North Carolina benannt.